# آهوی پیشانی‌سرخ
آهوی پیشانی‌سرخ (نام علمی: Eudorcas rufifrons) آهویی است که به‌طور گسترده پراکنده است اما آهویی در وسط آفریقا از سنگال تا شمال شرق اتیوپی پراکنده شده‌است. این گونه به‌طور عمده در ساکن منطقهٔ ساحل صحرا، یک نوار باریک در جنوب صحرای بزرگ آفریقا است، جایی که در آن علفزار خشک، گرم‌دشت پوشیده از درخت و استپ‌های پوشیده از بوته را ترجیح می‌دهد.

## آرایه‌شناسی
نام علمی آهوی پیشانی‌سرخ Eudorcas rufifrons است. نخستین بار توسط جان ادوارد گری جانورشناس بریتانیایی توصیف شد.
- Eudorcas rufifrons centralis دبلیو. شوارتز، ۱۹۱۴ - آهوی پیشانی‌سرخ چاد شرقی
- E. r. hasleri پوکوک، ۱۹۱۲ - آهوی پیشانی‌سرخ شمال نیجریه
- E. r. kanuri شوارتز، ۱۹۱۴ - آهوی پیشانی‌سرخ کانوری
- E. r. laevipes سوندوال، ۱۸۴۷ - آهوی پیشانی‌سرخ نوبی
- E. r. rufifrons گری، ۱۸۴۶ - آهوی پیشانی‌سرخ سنگال